# روزنرگواتوم

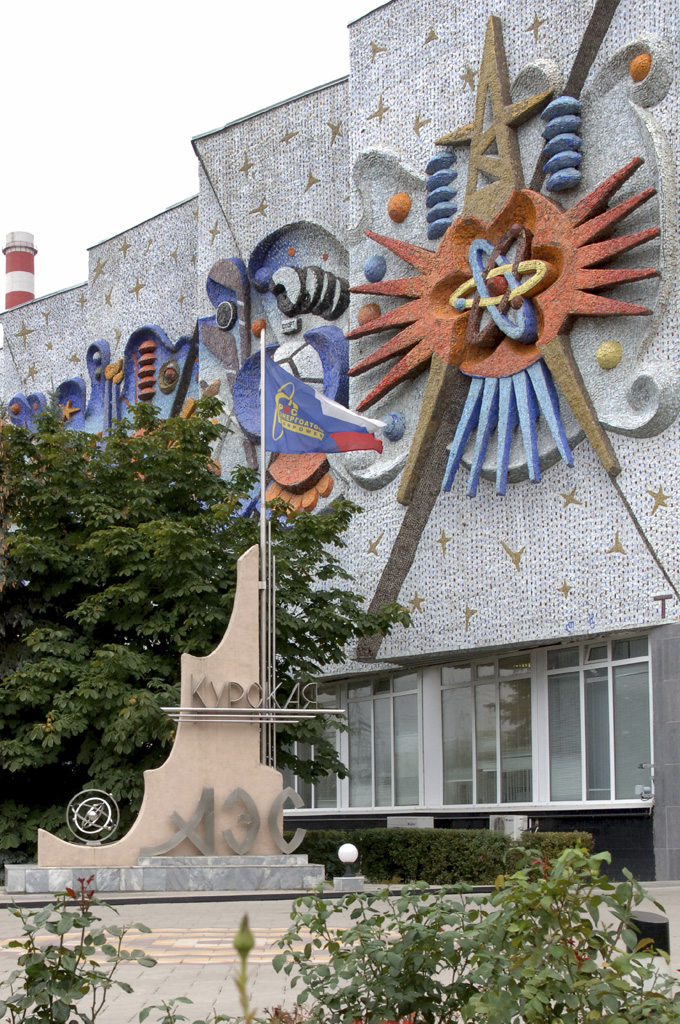
شرکت دولتی انرژی اتمی روسی

روزنرگواتوم (روسی: Росэнергоатом) شرکت دولتی انرژی اتمی روسی است، که در سال ۱۹۹۲ تأسیس شد.